# Krzysztof Beck
Krzysztof Beck (* 12. April 1930 in Kołomyja; † 3. Juli 1996 in Bydgoszcz) war ein polnischer Gewichtheber.

## Werdegang
Krzysztof Beck betrieb als Jugendlicher vor allem Leichtathletik. Er war ein guter Sprinter, stieß aber auch die Kugel über zwölf Meter. Er besuchte eine Wirtschaftsschule und trat später in die polnischen Streitkräfte ein. Anfang der 1950er Jahre wandte er sich dem Gewichtheben zu und wechselte dann zu Legia Warschau. Sein Trainer war dort Józef Styczynski. 1952 wurde er erstmals polnischer Meister im Mittelgewicht, mit der als bescheiden geltenden Leistung von 305 kg, aus der zu ersehen ist, dass das polnische Gewichtheben ganz am Anfang stand.
Beck gewann bei zwei Europameisterschaften Medaillen und erreichte bei den Olympischen Spielen 1956 und 1960 sowie bei den Weltmeisterschaften 1955 und 1957 hervorragende Platzierungen.

Nach seiner Zeit als aktiver Gewichtheber war er ein sehr erfolgreicher Trainer, der in den Leistungszentren Bydgoszcz und Warschau hervorragende Arbeit leistete und viele polnische Gewichtheber in die Weltspitze führte. 

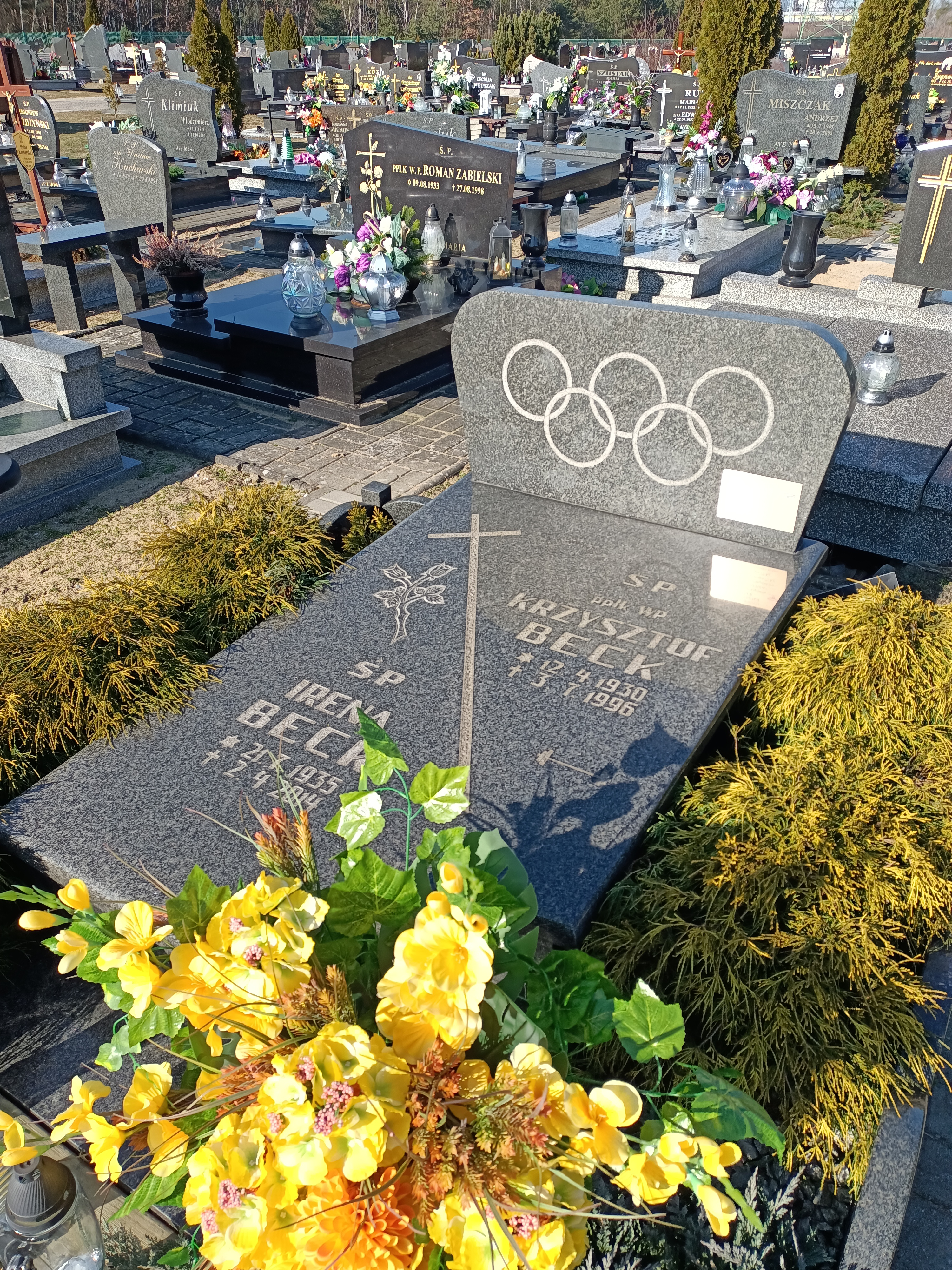
Das Grab von Krzysztof Beck auf dem Weichselstraßenfriedhof in Bydgoszcz

## Internationale Erfolge
(OS = Olympische Spiele, WM = Weltmeisterschaft, EM = Europameisterschaft, Mi = Mittelgewicht)
- 1954, 11. Platz (6. Platz), WM + EM in Wien, Mi, mit 347,5 kg, Sieger: Peter George, USA, 405 kg vor Fjodor Bogdanowski, UdSSR, 402,5 kg;
- 1955, 2. Platz, Welt-Jugendfestspiele in Warschau, Mi, mit 380 kg, hinter Mustafa Jagly-Ogly, UdSSR, 395 kg;
- 1955, 4. Platz (3. Platz), WM + EM in München, Mi, mit 372,5 kg, hinter Peter George, 405 kg, Bogdanowski, 405 kg und Ingemar Franzen, Schweden, 372,5 kg;
- 1956, 3. Platz, Großer Preis der UdSSR in Moskau, Mi, mit 372,5 kg, hinter Bogdanowski, 415 kg und Jagli-Ogli, 382,5 kg;
- 1956, 2. Platz, EM in Helsinki, Mi, mit 375 kg, hinter Igor Rybak, UdSSR, 382,5 kg und vor Jan Bochenek, Polen, 362,5 kg;
- 1956, 6. Platz, OS in Melbourne, Mi, mit 380 kg, Sieger: Bogdanowski, 420 kg vor Peter George, 412,5 kg;
- 1957, 4. Platz, Großer Preis der UdSSR in Moskau, Mi, mit 377,5 kg, hinter Wiktor Ljach, UdSSR, 397,5 kg, Marcel Paterni, Frankreich, 382,5 kg und el Touni, Ägypten, 377,5 kg;
- 1957, 4. Platz, WM in Teheran, Mi, mit 390 kg, hinter Thomas Kono, USA, 420 kg, Bogdanowski, 420 kg und Jan Bochenek, 395 kg;
- 1958, 2. Platz, Militär-Spartakiade in Leipzig, Mi, mit 385 kg, hinter Bogdanowski, 412,5 kg und vor Bochenek, 370 kg;
- 1960, 5. Platz, OS in Rom, Mi, mit 400 kg, hinter Alexander Kurynow, UdSSR, 437,5 kg, Kono, 427,5 kg, Győző Veres, Ungarn, 405 kg und Paterni, 400 kg
- 1961, 7. Platz, EM in Wien, Mi, mit 377,5 kg;

## Polnische Meisterschaften
- 1952, 1. Platz, Mi, mit 305 kg, vor Jan Bochenek, 300 kg und Edmond Copa, 285 kg;
- 1953, 1. Platz, Mi, mit 332,5 kg, vor Copa, 315 kg und Czekalinski, 282,5 kg;
- 1954, 1. Platz, Mi, mit 352,5 kg, vor Wojcik, 315 kg und Gilarski, 302,5 kg;
- 1955, 1. Platz, Mi, mit 340 kg, vor Czekalinski, 325 kg und Jan Michalak, 310 kg;
- 1956, 1. Platz, Mi, mit 372,5 kg, vor Czekalinski, 350 kg und Wojcik, 315 kg;
- 1957, 1. Platz, Mi, mit 385 kg, vor Kostrzewski, 345 kg und Michalak, 340 kg;
- 1960, 2. Platz, mit 370 kg, hinter Copa, 377,5 kg und vor Michalak, 355 kg